# Cheseaux-sur-Lausanne
Cheseaux-sur-Lausanne este un oraș în Elveția.